# Earl of Iveagh

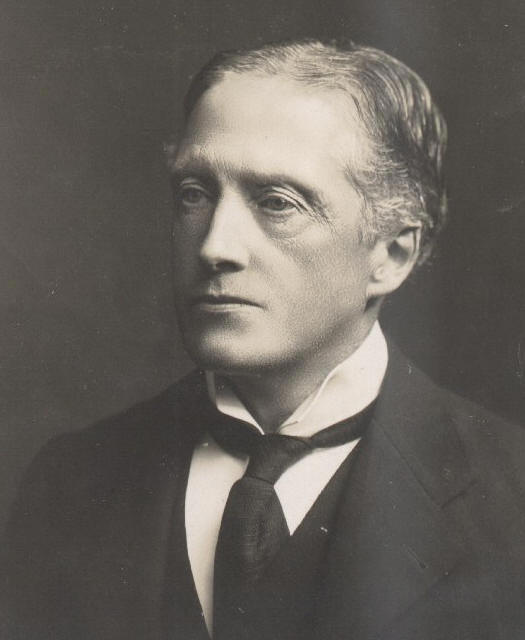
Edward Guinness, 1. Earl of Iveagh

Wappen der Earls of Iveagh

Earl of Iveagh ist ein erblicher britischer Adelstitel in der Peerage of the United Kingdom. 
Familiensitz der Earls war Elveden Hall in Elveden, Suffolk, und ist heute Iveagh House in London.

## Verleihung
Der Titel wurde am 30. September 1919 dem irischen Geschäftsmann und Philanthropen Edward Guinness, 1. Baron Iveagh verliehen. 

## Nachgeordnete Titel
Mit der Earlswürde wurde gleichzeitig der nachgeordnete Titel Viscount Elveden, of Elveden in the County of Suffolk, verliehen, der ebenfalls zur Peerage of the United Kingdom gehört. Dieser Titel wird vom jeweiligen Heir Apparent als Höflichkeitstitel geführt.
Guinness war bereits am 27. Mai 1885 der Titel Baronet, of Castle Knock in the County of Dublin, am 19. Januar 1891 der Titel Baron Iveagh, of Iveagh in the County of Down, sowie am 18. Dezember 1905 der Titel Viscount Iveagh, of Iveagh in the County of Down, verliehen worden. Diese sind nunmehr ebenfalls nachgeordnete Titel der Earlswürde. Diese Titel gehören zur Baronetage bzw. Peerage of the United Kingdom.
Da der erste Earl ein jüngerer Sohn von Sir Benjamin Guinness, 1. Baronet, of Ashford, war, ist der jetzige Earl ein möglicher Erbe von dessen Baronetcy.

## Liste der Earls of Iveagh (1919)
- Edward Cecil Guinness, 1. Earl of Iveagh (1847–1927)
- Rupert Edward Cecil Lee Guinness, 2. Earl of Iveagh (1874–1967)
- Arthur Francis Benjamin Guinness, 3. Earl of Iveagh (1937–1992)
- Arthur Edward Rory Guinness, 4. Earl of Iveagh (* 1969)

Titelerbe ist der Sohn des jetzigen Earls, Arthur Benjamin Geoffrey Guinness, Viscount Elveden (* 2003).